# Franz Gundlach (Politiker)
Franz Martin Friedrich Ludwig Gundlach (* 17. November 1872 in Neustrelitz; † 17. November 1953 in Neubrandenburg) war ein deutscher Politiker (DDP). Von 1919 bis 1933 gehörte er dem Landtag des Freistaates Mecklenburg-Strelitz an.

## Leben und Wirken
Franz Gundlach war der Sohn eines Lebensmittelhändlers. Nach einer Ausbildung im Postdienst trat er 1904 eine Stellung als Telegraphensekretär in Neubrandenburg an. Im gleichen Jahr heiratete er Gertrud Auguste (* 1883), Tochter des Stadtsekretärs Zachow. Aus der Ehe gingen zwei Kinder hervor.
Nachdem Gundlach im Ersten Weltkrieg Kriegsdienst geleistet hatte, wurde er 1919 in Neubrandenburg Obertelegraphensekretär, später Obertelegrapheninspektor. Ab 1929 hatte er dort die Position des Postamtmanns inne.
Als Mitglied der Deutschen Demokratischen Partei (DDP; ab 1930 DStP) war Gundlach von März 1919 bis März 1933 Abgeordneter des ersten bis sechsten Landtages von Mecklenburg-Strelitz. Dabei gehörte er verschiedenen Fraktionen an: zunächst der DDP, deren Fraktionsführer er in dieser Zeit war, ab 1923 BAM (Bürgerliche Arbeitsgemeinschaft der Mitte), 1927 DDP, 1928 WV (Wirtschaftliche Verbände) und 1932 erneut BAM. Am 16. Mai 1919 wurde er einstimmig zum Präsidenten des ersten Landtags gewählt. Diese Position hatte er erneut im zweiten und dritten Landtag inne.
Am 20. März 1930 wurde Gundlach zum dritten Parlamentarischen Staatsrat im Staatsministerium von Mecklenburg-Strelitz bestellt. Diese fungierten als Berater des Staatsministers Kurt von Reibnitz. Reibnitz, gegen den ein Misstrauensantrag lief, entließ am 4. Dezember 1931 Gundlach wieder aus der Position, sein Nachfolger Heinrich von Michael setzte ihn aber noch am gleichen Tag wieder ein. Bei der Neubildung der Regierung berief Michael am 7. April 1932 den NSDAP-Abgeordneten Fritz Stichtenoth zum Parlamentarischen Staatsrat, und Gundlach schied mit den anderen beiden bisherigen Staatsräten aus dem Amt. 
Nachdem Gundlach aus der DStP ausgetreten war, hospitierte er im Februar und März 1933 bei den Landtags-Fraktionen der DNVP und NSDAP.
Neben seiner politischen Arbeit war Gundlach von 1920 bis 1930 Vizepräsident des Kirchentags der mecklenburg-strelitzschen Landeskirche und Mitglied des Oberkirchenrats. 1928 wurde er im Zuge der Einweihung des Landestheaters Neustrelitz mit der Medaille für Kunst und Wissenschaft ausgezeichnet. Er gehörte mehrfach dem Landesverwaltungsgericht von Mecklenburg-Strelitz und 1932/33 dem Reichsdisziplinarhof an.
1934 ging der Postbeamte Gundlach in Pension. 1940 wurde er notdienstverpflichtet und arbeitete bis 1945 als Hilfsarbeiter beim Ernährungs- und Wirtschaftsamt der Stadt Neubrandenburg. Danach bemühte er sich aufgrund seiner finanziellen Situation erneut um eine Stelle bei der Post, wurde aber trotz der Fürsprache von Wilhelm Höcker von der Zentralverwaltung für das Post- und Fernmeldewesen der SBZ wegen seines Alters und Schwerhörigkeit abgelehnt. Er starb an seinem 81. Geburtstag in Neubrandenburg.